# Puerta Real (Sevilla)

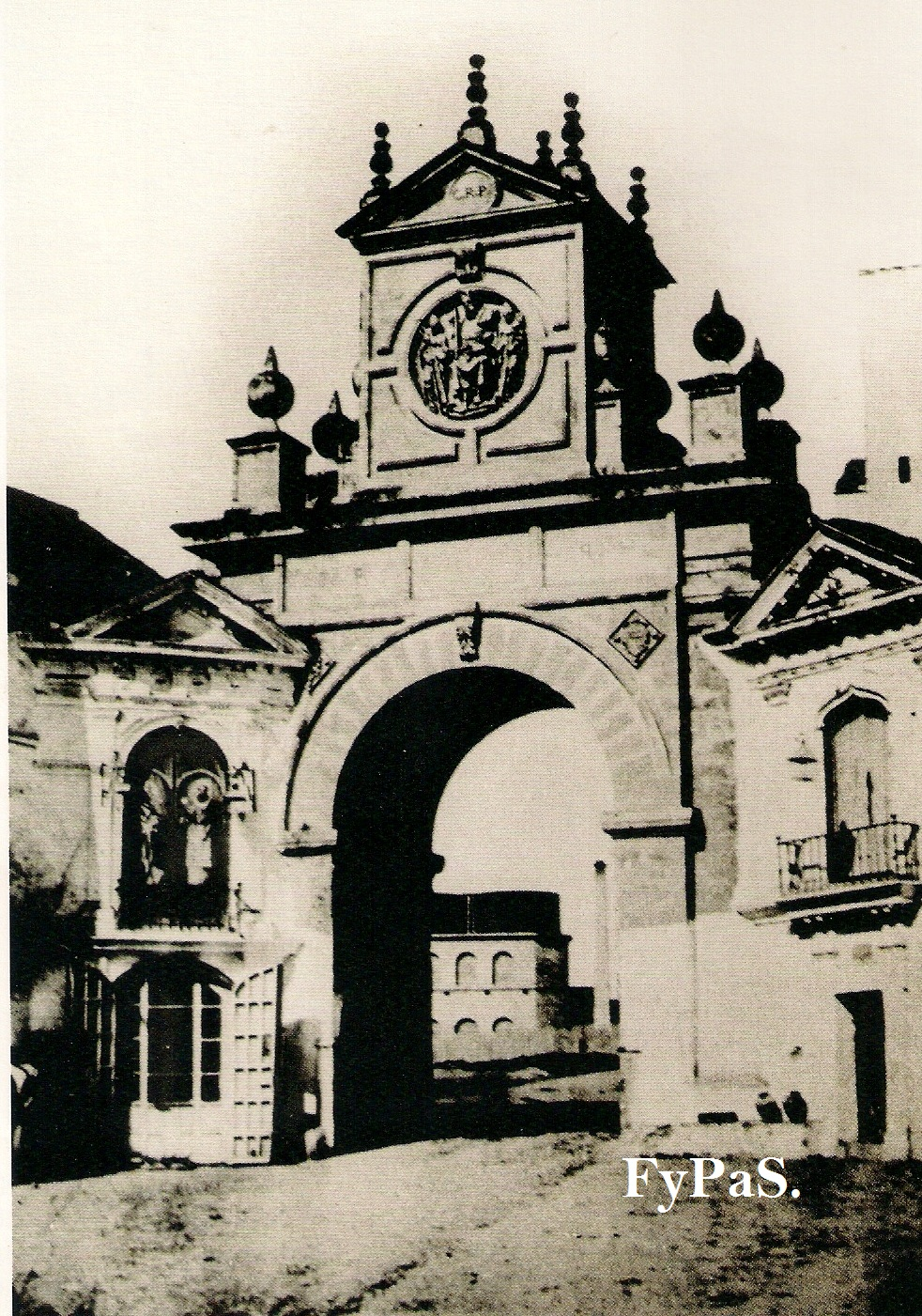
Puerta Real fotografiada por Joseph de Vigier

La Puerta Real, denominada hasta 1570 como Puerta de Goles, fue una de las puertas de acceso del recinto amurallado de la ciudad de Sevilla (Andalucía). Estaba situada en la confluencia de las calles de Alfonso XII, Gravina, Goles y San Laureano, y en la actualidad únicamente queda de ella un paño de muralla sobre el que se asentaba, en el que existe empotrada una lápida que fue recogida de la puerta.
Está considerada una de las puertas surgidas durante la ampliación del sultán Alí ibn Yúsuf (1083-1143) y por lo tanto de la época almorávide de la ciudad. Los historiadores Rodrigo Caro y Peraza, apoyándose en una leyenda, la atribuyen su origen a Julio César, considerando la denominación goles como una degeneración de Hércules, a quien la leyenda sostiene estaba dedicada. Realmente sería la puerta por donde saldría una vía o camino que unía la ciudad con la finca Goles, a la altura de la actual isla de la Cartuja, y desde allí hacia Camas y Santiponce.
Fue totalmente reconstruida en 1565, eliminándose todos los aspectos militares de que disponía, y en su interior albergaba una capilla dedicada a la Virgen de las Mercedes y otra al Cristo de la Redención. Fue derribada en 1862, y en 1995 se llevaron a cabo obras en el lienzo de muralla existente, donde se señaló la antigua existencia de la puerta.

## De Puerta de Goles a Puerta Real
La primera entrada oficial y su consiguiente jura de privilegios a la ciudad por parte de los monarcas de Castilla se realizaron siempre a través de la Puerta de la Macarena, y así lo hicieron en ella Isabel I de Castilla (1477), Fernando II de Aragón (1508), su nieto Carlos I de España y la prometida de éste, Isabel de Portugal (1526), que su entrada en la ciudad fue debida a sus desposorios, celebrados en los Reales Alcázares el referido año.
Sin embargo, cuando en 1570 la comisión organiza la primera y única visita a la ciudad de Felipe II de España, encontró varios inconvenientes para hacerlo, igual que sus antecesores, por la Puerta de la Macarena. Sin el beneplácito de todos los miembros de la comisión se decide que finalmente el rey haga su entrada por esta puerta en vez de por la de la Macarena, aportando como motivos la vista general que presentaba el arrabal, sumado a que estaba cercada de calles estrechas que provocaban incomodidad para un acontecimiento de estas características. A consecuencia de esta entrada, la puerta dejó de ser nombrada como hasta entonces, para adoptar el nombre de Puerta Real. El monarca Felipe IV de España, que visitó la ciudad en 1624 retomó la tradición antecedente, haciendo su jura e ingreso por la Puerta de la Macarena, por lo que se trató únicamente de una ocasión especial.

## Capilla Puerta Real

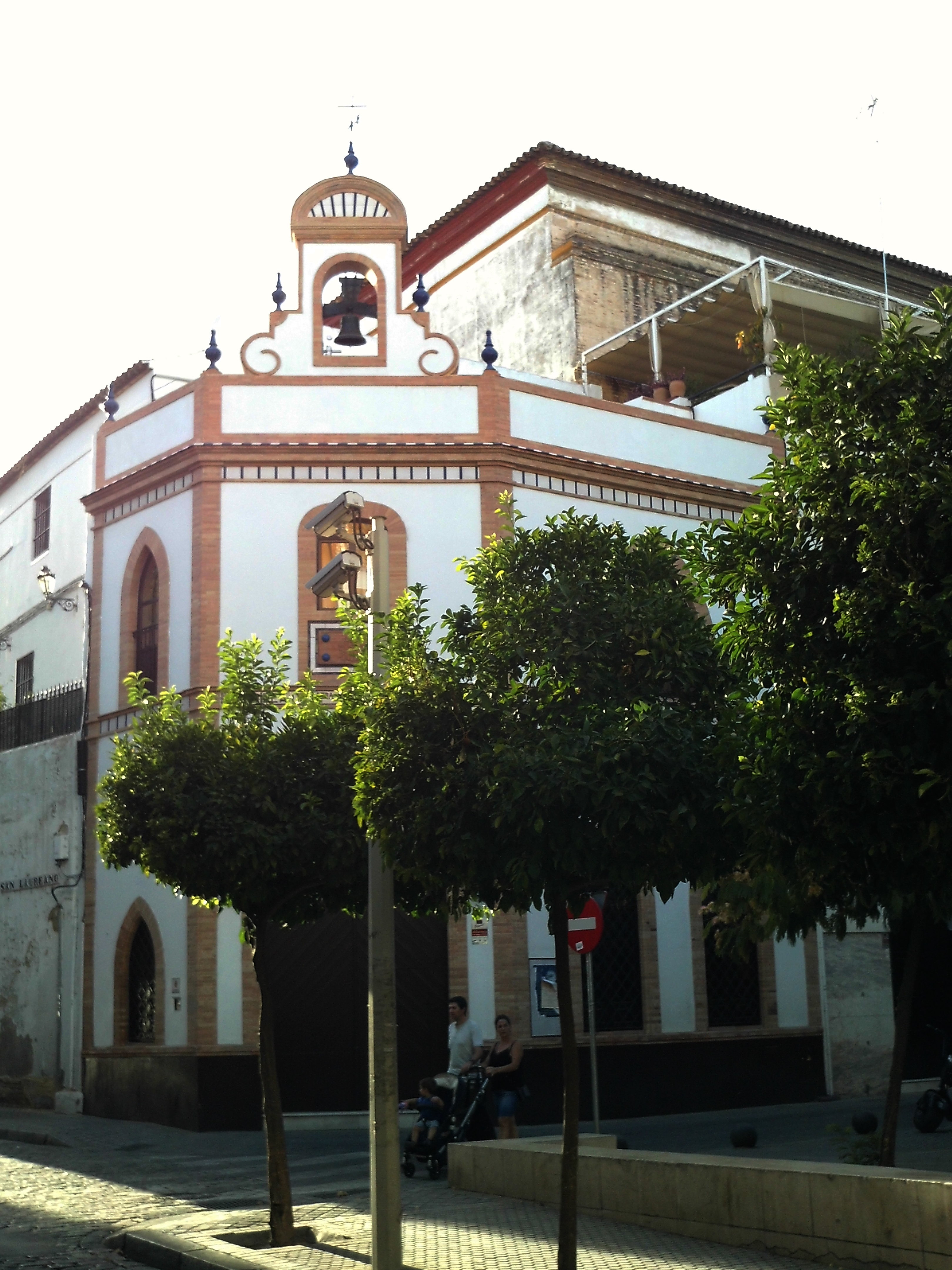
Capilla de la Puerta Real.

Tiene una capilla donde está la sede de la hermandad de la Mereced de Puerta Real que salen el mes de septiembre de glorias de sevilla.